# Overvoorde

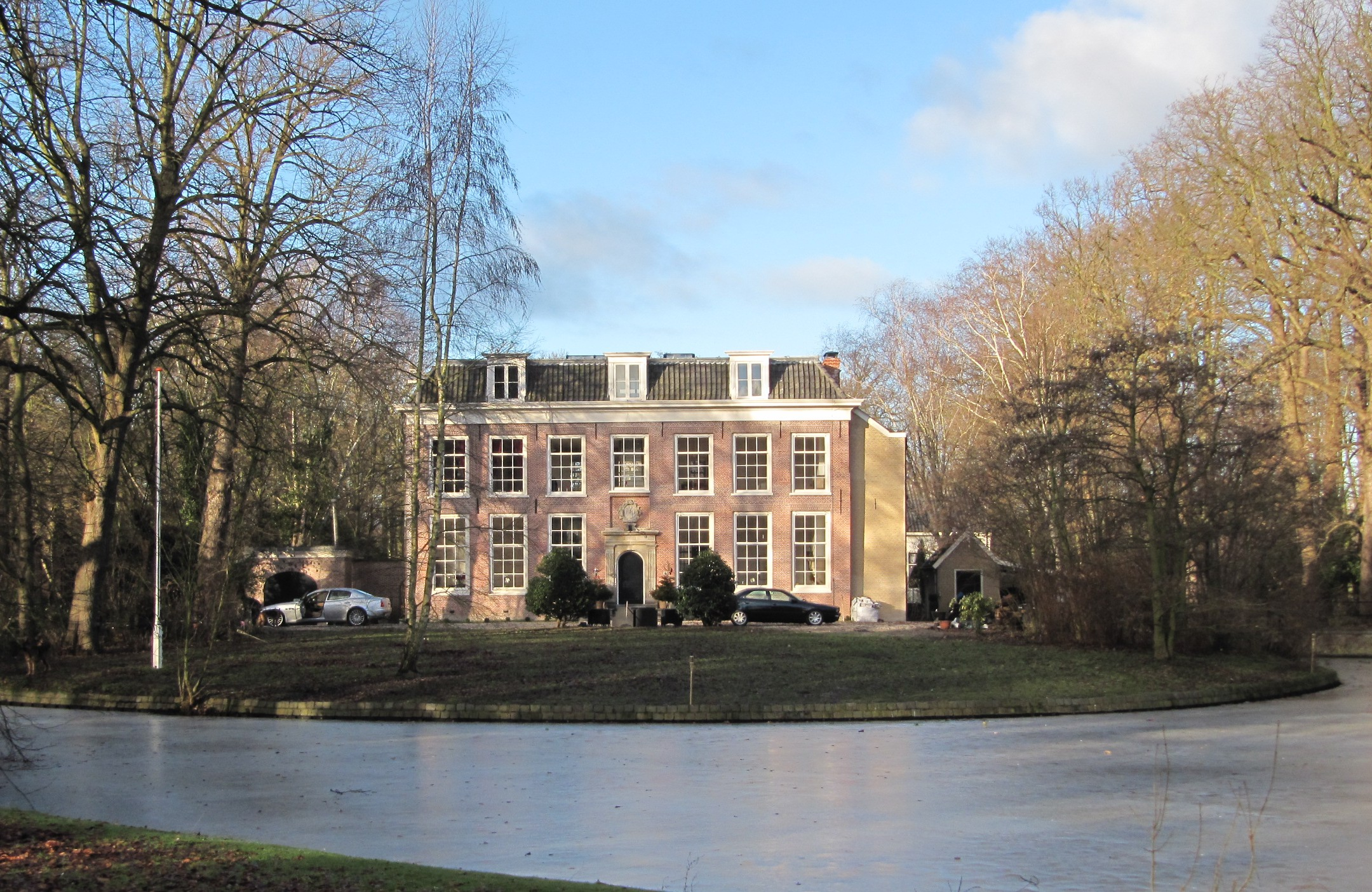
Overvoorde

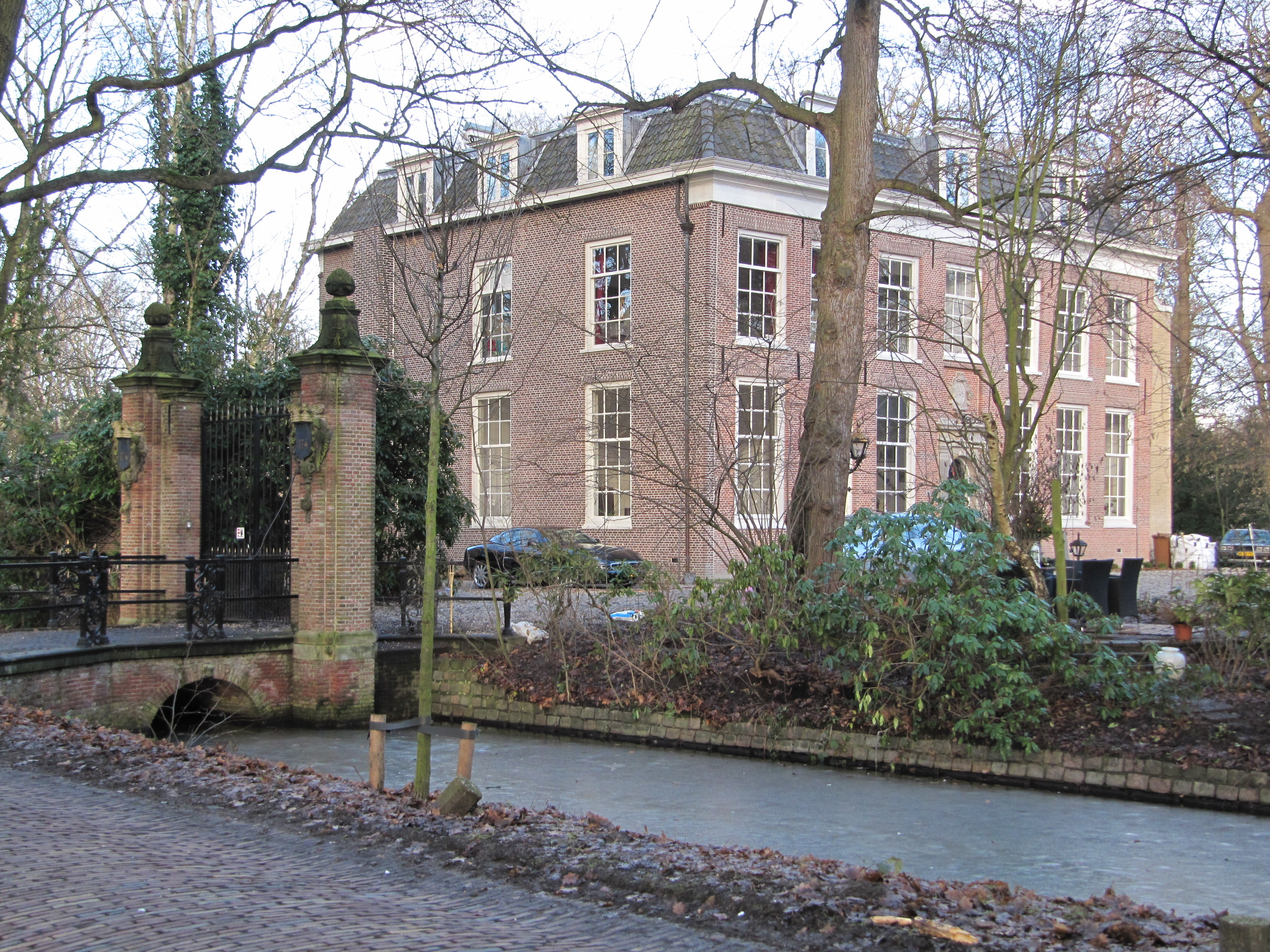
Overvoorde

Overvoorde is een buitenplaats in de Nederlandse plaats Rijswijk (Zuid-Holland).
Het landhuis staat op een 6 hectare groot eiland in de vorm van een wapenschild en is toegankelijk middels monumentale toegangsbruggen. Het werd gebouwd in 1623 en in de 18e en 19e eeuw sterk gewijzigd. Het huis is gerestaureerd (winnaar van de gemeentelijke monumentenprijs 2010). Het landgoed is aangelegd in de Engelse landschapsstijl en bezit veel oude bomen. Het landhuis, de bruggen uit 1722 en het park zijn rijksmonumenten. Het bos om het eiland is voor het publiek toegankelijk en is onderdeel van de openbare parken Overvoorde, De Voorde en Steenvoorde.

## Geschiedenis
Hoewel er al in de 12e eeuw een adellijk geslacht met de naam Overvoort in Rijswijk leefde, en later welgeborenen van die naam, is het landgoed met de naam Overvoorde pas in het begin van de 17e eeuw ontstaan. De stichters hebben de naam vermoedelijk ontleend aan de Ridderhofstad Overvoorde en het Middeleeuwse goed van die naam, dat in 1289 aan de abdij van Rijnsburg wordt overgedragen.
Jan Jacobsz van Hogenhouck, burgemeester van Delft, nam in 1559 een stuk land met woning over van Otger Cornelis. Van Hogenhoucks dochter Alide trouwde met Jacob Ewoutsz. van der Dussen, eveneens bestuurder van Delft. In 1623 liet hun zoon Ewout van der Dussen, net als zijn vader en grootvader een belangrijk bestuurder, een herenhuis bouwen en transformeerde het land tot een buitenplaats, dat hij de naam Overvoorde gaf.
De meeste van deze huizen lagen aan de Zandweg, nu Van Vredenburchweg. De zandrug daar was heel geschikt als bouwgrond. En je kon meteen chique zeggen dat je in de straat woonde waar stadhouder Frederik Hendrik zijn Huis ter Nieuwburg had gebouwd. Veel van de aan de Zandweg gelegen buitenhuizen droegen het woord ‘voorde’ in de naam: Overvoorde, de Voorde, het nu verdwenen Steenvoorde, In de Voorde en Nieuwvoorde. Voorde betekent doorwaadbare plaats. Op de plek van de huidige Prinses Beatrixlaan liep vroeger een beek, de Oude Watering. Aan het einde van de Zandweg kon men dit water oversteken. Waarschijnlijk zijn alle huizen naar deze voorde genoemd.
Het landgoed bleef tot 1777 in handen van het geslacht Van der Dussen, waarna het door vererving in het bezit kwam van mr. Jacob van Vredenburch (1744-1814). Deze breidde het landgoed uit met de grond van de aansluitende buitenplaats Outshoorn. Hij bouwde bovendien de buitenplaats De Voorde en kocht in 1802 de aangrenzende buitenplaats Steenvoorde. Jacobs zoon Johan Willem, die de eerste burgemeester van Rijswijk na de Franse tijd werd, heeft zijn stempel op het landgoed gezet. Het uiterlijk van het landgoed zoals het nu is, is voor een belangrijk deel door hem bepaald.
De familie Van Vredenburch is tot 1931 eigenaar van Overvoorde geweest. In 1921 huurde Jac. van Ginneken het pand om de pas gestichte lekencongregatie Vrouwen van Nazareth een onderdak te geven, de groep verhuisde in 1926 naar het nabijgelegen landhuis De Voorde. In 1931 kocht de gemeente Den Haag het leegstaande landgoed. Op de toegangspoort tot het landhuis kwam in plaats van het familiewapen van familie Van Vredenburch het wapen van de gemeente Den Haag te staan. In de Tweede Wereldoorlog bouwden de Duitsers een aantal bunkers in het park.
Na de Tweede Wereldoorlog kreeg landhuis Overvoorde de functie van jeugdcentrum en conferentieoord. De volgende eigenaar, de familie Ruysch, herstelde het landgoed in oude luister, en bracht de oorspronkelijke bestemming als woonhuis weer terug.  Het omliggende park Overvoorde werd in 1980 door gemeente Den Haag aan gemeente Rijswijk verkocht. Na de oorlog is een aantal bunkers van het complex geruimd, en eind jaren 60 heeft de Bescherming Bevolking een grote atoombunker toegevoegd. Het bunkercomplex is nu het Museum Bescherming Bevolking.
De drie parken zijn bereikbaar met bus HTM-bus 23 en streekbus 51.